# Yusuke Ishijima
Yusuke Ishijima (Japans: 石島 雄介) (Matsubushi, 9 januari 1984), spelersnaam Gottsu, is een Japans volleyballer en beachvolleyballer. Hij nam in beide disciplines eenmaal deel aan de Olympische Spelen en won met de nationale ploeg een gouden medaille bij de Aziatische Spelen.

## Carrière

### Zaal
Ishijima volleybalde tussen 2002 en 2006 voor het universiteitsteam van de Universiteit van Tsukuba, waarmee hij driemaal het Japanse studentenkampioenschap won. In het seizoen 2005/06 speelde hij voor de Sakai Blazers waarmee hij het landskampioenschap won. Vervolgens speelde hij een seizoen bij het Braziliaanse SC Ulbra dat als derde eindigde in de Braziliaanse competitie. Van 2007 tot en met 2016 was Ishijima opnieuw actief voor de Sakai Blazers. Met de club uit Sakai werd hij nog tweemaal landskampioen en tweemaal vice-kampioen.
Ishijima won in 2005 een zilveren medaille bij de Universiade in Izmir. Vervolgens speelde hij tussen 2006 en 2013 voor de nationale volleybalploeg. Het eerste jaar eindigde hij met de Japanse ploeg als vijfde bij de Aziatische Spelen in Doha en als achtste bij het wereldkampioenschap in eigen land. In 2008 maakte hij deel uit van het team dat deelnam aan de Olympische Spelen in Peking. Het jaar daarop won Ishijima met de nationale ploeg het Aziatisch kampioenschap in Manilla en de bronzen medaille bij de Grand Champions Cup. In 2010 wonnen ze de gouden medaille bij de Aziatische Spelen in Guangzhou en eindigden ze als dertiende bij het WK in Italië. Bij de Aziatische kampioenschappen van 2011 en 2013 kwamen ze niet verder dan de vijfde en vierde plaats.

### Beach
In 2017 maakte Ishijima de overstap naar het beachvolleybal. Hij speelde dat jaar met Yu Koshikawa en Kensuke Shoji drie wedstrijden in de FIVB World Tour. Vervolgens vormde hij in 2018 een team met Takumi Takahashi. Het duo nam deel aan tien mondiale toernooien en behaalde daarbij een overwinning in Bangkok. Het jaar daarop speelde hij drie wedstrijden met Yuya Ageba, voordat hij een team met Katsuhiro Shiratori vormde. Met Ageba deed Ishijima onder meer mee aan de wereldkampioenschappen in Hamburg, waar ze na drie nederlagen in de groepsfase strandden. Met Shiratori boekte hij meerdere overwinningen in de nationale competitie en kwam hij internationaal tot een vijfde plaats in Knokke-Heist. In 2020 eindigde het tweetal als negende bij de Aziatische kampioenschappen in Udon Thani nadat de achtste finale verloren werd van de Kazachen Dmitri Jakovlev en Sergej Bogatoe. Het seizoen daarop namen Ishijima en Shiratori in eigen land deel aan de Olympische Spelen waar ze na drie nederlagen niet verder kwamen dan de groepsfase. In 2022 was Ishijima met Hiroki Dylan Kurokawa voornamelijk actief in de Japanse competitie.

## Palmares
Clubverband
- 2006:  Japans kampioenschap
- 2007:  Braziliaans kampioenschap
- 2009:  Japans kampioenschap
- 2010:  Japans kampioenschap
- 2011:  Japans kampioenschap
- 2013:  Japans kampioenschap
- 2014:  Japans kampioenschap

Nationale ploeg
- 2005:  Universiade
- 2006: 8e WK
- 2009:  Grand Champions Cup
- 2009:  Aziatisch kampioenschap
- 2010:  Aziatische Spelen

FIVB World Tour
- 2018:  1* Bangkok